# Ярци
Ярци (рос. Ярцы) — селище Прибайкальського району, Бурятії Росії. Входить до складу Сільського поселення Грем'ячинського.
Населення — 80 осіб (2015 рік).